# Cenimagnos
Los cenimagnos (en latín, Cenimagni) eran un pueblo celta britón de la isla de Gran Bretaña, y su territorio estaba situado junto al estuario del Támesis.
Nos resultan conocidos por una mención de Julio César, en sus Comentarios a la guerra de las Galias, en donde aparecen al lado de los casos, los segoncíacos, los ancalites y los bíbrocos, en el marco de la resistencia de Casivelono a la invasión romana. 

Protegidos los trinovantes contra Casivelono y puestos al abrigo de toda violencia por parte de las tropas, los cenimagnos, los segoncíacos, ancalites, los bíbrocos y los casos, enviaron embajadores y se sometieron a César. Por ellos, conoce que no se encuentra lejos de la plaza fuerte de Casivelono, que está defendida por bosques y pantanos, donde había reunido un número muy considerable de hombres y de ganados. Los britanos suelen llamar plaza fuerte a un bosque de acceso difícil, al que han puesto empalizada y foso y que les sirve de refugio habitual para evitar las incursiones de sus enemigos. César fue allá con sus legiones: encuentra un lugar singularmente bien fortificado por la naturaleza y por la mano del hombre; por lo tanto, atacó vívamente por los dos lados. El enemigo, después de una corta resistencia, cedió ante nuestro asalto y huyeron por el otro lado de la plaza. Se encontró dentro buen número de bestias, y muchos fueron apresados o muertos. Julio César, Comentarios a la guerra de las Galias, libro V, capítulo 21.

## Wikisource
- Julio César, Comentarios a la guerra de las Galias, libro V (en francés)